# 克劳狄二世

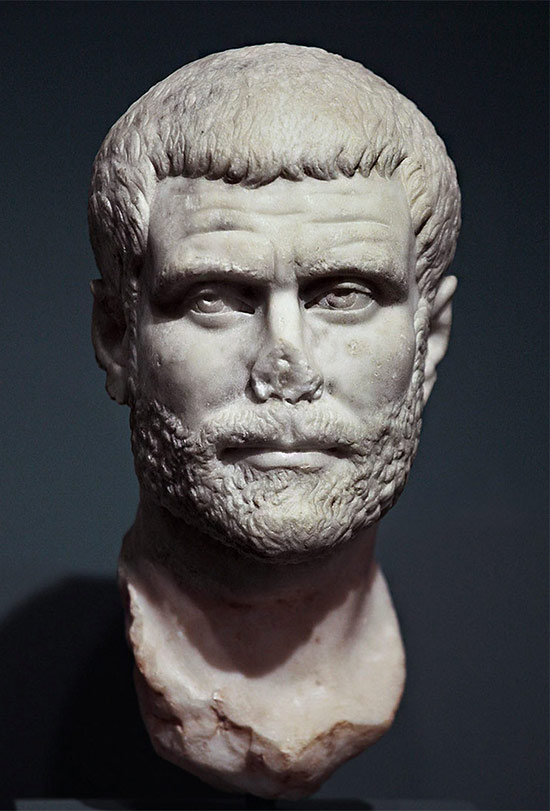
克劳狄二世的頭像

哥特征服者馬爾庫斯·奧列里烏斯·克勞狄烏斯（拉丁语全名为：Marcus Aurelius Claudius "Gothicus"，214年5月10日－270年8月），也被稱為克勞狄二世，是268年－270年在位的罗马帝国皇帝。在他的短短两年統治期間，他成功在貝納庫斯湖戰役擊潰了阿勒曼尼人，並在纳伊苏斯战役中徹底擊敗了哥德人，帝国逐漸从三世纪危机中恢复过来。克劳狄因染上瘟疫而死，可能是當時的塞浦路斯大瘟疫。他死后被罗马元老院神化。

## 早年
馬爾庫斯·奧列里烏斯·克勞狄烏斯出生於214年5月10日。一些研究人員建議延後日期219年或220年。然而，大多數歷史學家堅持第一個版本。此外根據6世紀東羅馬帝国歷史學家約翰·馬拉拉斯記載，克勞狄去世時年僅56歲。克勞狄是伊利里亞人，來自達爾馬提亞或伊利裡庫姆行省，也可能是默西亞行省的達爾達尼亞地區。
根據4世紀的《凱撒里布斯概要》，他被認為是皇帝戈爾迪安二世的私生子，儘管這一點受到一些歷史學家的質疑。
《奧古斯塔史》稱他是君士坦丁王朝的成員，可能是為了進一步將他與未來的皇帝君士坦提烏斯一世聯繫起來。
在掌權之前，克勞狄曾在羅馬軍隊服役，在那裡他有著成功的職業生涯，並獲得了最高軍事職位。在皇帝德西烏斯統治期間，他擔任軍事保民官。在此期間，克勞狄被派去保衛希臘的溫泉關，亞該亞行省總督奉皇帝命向他派遣200名達達尼亞士兵、60名騎兵、60名克里特弓箭手和1000名裝備精良的新兵。然而，沒有證據表明當時入侵的哥德人威脅到該地區，因為他們的入侵並未超出巴爾幹半島中部地區。《奧古斯塔史》所傳達的訊息很可能是不合時宜的，因為眾所周知溫泉關的駐軍出現在254年，即皇帝德西烏斯在阿伯里圖斯戰役戰死3年後。
268年9月，時任皇帝加里恩努斯被暗殺，克勞狄的軍隊擁立他為皇帝，雖然他被指控謀殺了加利恩努斯，但從未得到證實。然而，他很快就表現出自己並不那麼嗜血，因為他要求羅馬元老院放過加利恩努斯的家人（元老院原本要滅門）和支持者。他對他在羅馬的敵人不太寬宏大量，這也是他受歡迎的原因。克勞狄也有可能是透過身體強壯和特別殘忍而獲得了他的地位和獲得羅馬士兵的尊重。傳說克勞狄一拳打掉了一匹馬的牙齒。當克勞狄在250年代作為摔角手表演時，據說當對手在比賽中抓住他的生殖器時，他打掉了對手的牙齒。
克勞狄和之前的皇帝馬克西米努斯·色雷克斯一樣，有蛮族血統。馬克西米努斯死後，羅馬貴族皇帝經歷了一段失敗的時期，克勞狄是一系列「軍人皇帝」中的第一個把帝國从三世纪危机中恢复过来。

## 統治

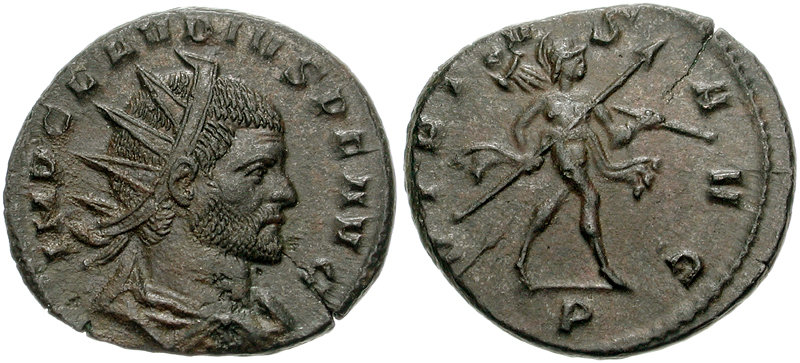
刻有克劳狄二世頭像和另一面刻有羅馬神話的戰神玛尔斯的硬幣

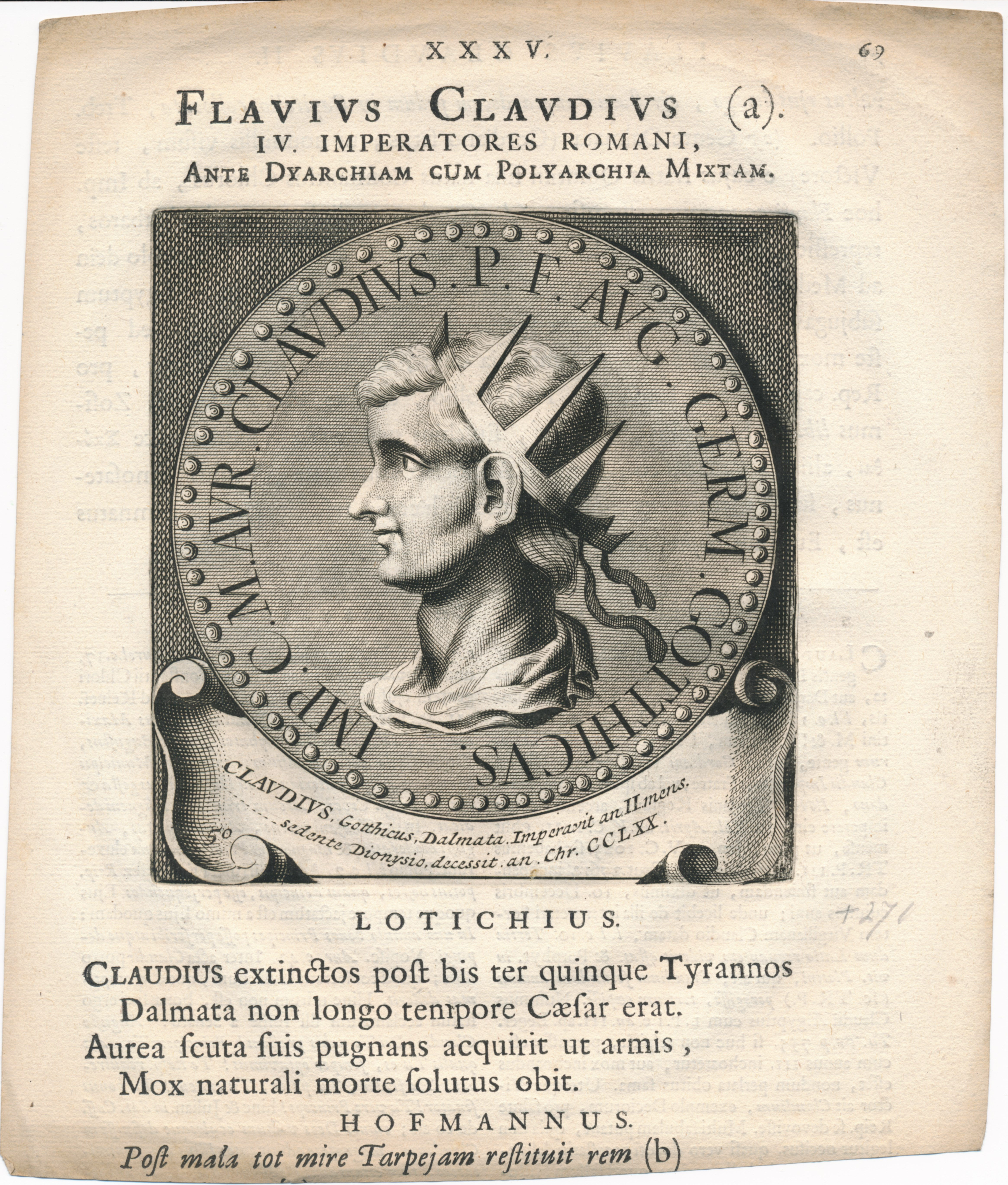
16世纪貨幣學和歷史著作「羅馬皇帝的聖像」裡描繪的克劳狄二世

克勞狄即位時，羅馬帝國正面臨三世纪危机高峰期。其中最迫切的是哥德人對伊利裡庫姆和潘諾尼亞的入侵。在纳伊苏斯战役中，克勞狄和他的軍團擊潰了一支龐大的哥德軍隊。克勞狄與他的騎兵指揮官奧勒良一起俘虜了數千名哥德士兵，並摧毀了哥德騎兵軍隊。 這場勝利為克勞狄贏得了「哥德征服者」的姓氏称号。哥德人被趕回多瑙河對岸，他們在近一個世紀過去了才再次對帝國構成嚴重威脅。
大約在同一時間，阿勒曼尼人越過阿爾卑斯山襲擊了羅馬帝國。克勞狄迅速做出反應，於268年秋末，即纳伊苏斯战役幾個月後，在貝納庫斯湖戰役中擊潰了阿勒曼尼人。為此，他被授予“日耳曼尼亞的偉大勝利者”的稱號。解決蛮族後，克劳狄二世在战斗结束后返回首都罗马处理国家事务。 之後他腾出手来对付分裂帝国的割據政權——高盧帝國，高盧在過去的八年裡一直由覬覦者統治，涵蓋不列顛行省、高盧行省和伊比利半島。克劳狄贏得了幾場勝利，並很快重新控制了西班牙行省和高盧隆河流域。 這為後來的皇帝奧勒良奠定了毀滅高盧帝國的基礎。
在他統治的第一年，高盧帝國的突然內戰為克勞狄帶來了極大的幫助。269年春，當高盧皇帝波斯圖穆斯手下的高級官員烏爾皮烏斯·科尼利厄斯·萊利安努斯在上日耳曼尼亞宣布自己為高盧皇帝時，波斯圖穆斯擊敗了他，但拒絕允許高盧軍隊洗劫曾作為萊利安努斯總部的美因茨。出於憤怒，波斯圖穆斯的軍隊叛變並謀殺了他。軍隊選出馬略取代波斯圖穆斯成為高盧皇帝。 然而馬略的統治並沒有持續太久，波斯圖穆斯的禁衛軍長官維多里努斯擊敗了他。現在作為高盧皇帝的維多里努斯很快就陷入了岌岌可危的境地，因為西班牙行省已經拋棄了高盧帝國並宣布效忠克勞狄皇帝。而在高盧南部，羅馬軍隊佔領了格勒諾布爾。幸運的是羅馬軍隊就在那裡停了下來，維多里努斯的帝位也穩定了下來。第二年歐坦市叛亂宣布支持克勞狄時，羅馬中央政府沒有採取任何行動來支持叛亂。結果這座城市經歷了高盧軍隊持續數週的圍困，直到最終被維多里努斯佔領並洗劫。
目前尚不清楚為什麼克勞狄沒有採取任何措施來幫助歐坦市，但主要是因為他與獨立出去的割據政權帕米拉帝國的關係在公元269年期間逐漸減弱，儘管尚未證明對高盧的入侵是克勞狄與帕米拉帝國女皇芝諾比婭之間的決裂點，但事件的順序表明高盧軍隊的圍困是一個重要因素。因此帕米拉帝國軍隊入侵阿拉伯半島，並於夏末入侵並吞併了埃及。272年皇帝奥勒良消滅了帕米拉帝國和收復了埃及，俘虜芝諾比婭女皇並凱旋儀式帶往羅馬城當眾羞辱。

### 死亡
短命的克勞狄令他實現重新統一帝國所有失地的目標破滅。269年底，他前往下潘諾尼亞行省色米姆準備與正在襲擊潘諾尼亞的汪達爾人開戰時感染了瘟疫（可能是天花），並於270年去世。在他去世之前，人們認為他已任命奧勒良為他的繼任皇帝，儘管克勞狄的兄弟昆提盧斯短暫地奪取了帝位，他很快就被奥勒良推翻。元老院立即將戰功顯赫的克勞狄神化為“神圣的哥特征服者——克劳狄大帝”（Divus Claudius Gothicus）。

## 與君士坦丁王朝的聯繫
不可靠的《奧古斯塔史》稱克勞狄和昆提盧斯還有一個名叫克里斯普斯的兄弟，並透過他生了一個侄女克勞迪婭，據說克勞迪婭嫁給了歐特羅皮烏斯，並且是未來皇帝君士坦提烏斯一世的母親。同一來源也給了克勞狄「弗拉維烏斯‧瓦萊裡烏斯」的稱號，以加強他與君士坦提烏斯的聯繫。 另一方面，佐納拉斯和歷史學家歐特羅皮烏斯聲稱君士坦提烏斯一世是克勞迪婭女兒的兒子。現代的歷史學家懷疑這些記載是捏造，旨在將君士坦丁大帝的家族與一位受人尊敬的皇帝的家族聯繫起來。

## 與情人節的聯繫
自中世紀以來，克勞狄二世就被記載稱與聖瓦倫丁有聯繫。當時的記錄很可能在4世紀早期的皇帝戴克里先迫害基督徒期間被毀壞了，而聖瓦倫丁的殉道故事被記錄在5世紀或6世紀出版的著作《Passio Marii et Marthae》中。20世紀的歷史學家一致認為這段時期的記載無法被證實。 傳說中提到的是“克勞狄皇帝”，但41年—54年在位的克勞狄一世並沒有迫害基督徒（除了蘇埃托尼烏斯提到克勞狄一世將猶太人驅逐出羅馬，當時基督教仍處於初期階段，耶穌才剛死不久），所以人們相信“克勞狄皇帝”是指克勞狄二世，儘管這位皇帝大部分時間都在帝國境外作戰。
這個傳說在後來的文獻中得到了重述，在公元1493年的《紐倫堡編年史》中，提到了一位羅馬牧師在對基督徒的迫害中殉道。文本指出，聖瓦倫丁因向羅馬帝國的基督徒提供援助而被棍棒毆打，最後被斬首。1260年的《黃金傳說》講述了公元270年聖瓦倫丁在「克勞狄皇帝」面前拒絕否認耶穌基督並因此被斬首的故事。自此，2月14日成為情人節，基督教會為紀念聖瓦倫丁和醫生而設立了這一天。